# Le Secret des Sept Pierres
Le Secret des Sept Pierres est la sixième aventure, sur un total de treize, qu'effectue le Capitaine Flam dans la série de dessins animés qui porte son nom. Cette aventure est racontée en quatre épisodes de 22 minutes chacun.
Le dessin animé est une adaptation du roman Les Sept Pierres de l'espace (« Captain Future and the Seven Space Stones ») d'Edmond Hamilton. 
Le capitaine Flam se donne pour mission de lutter contre Calonne, un bandit qui rêve d'avoir en sa possession les Sept Pierres de la planète Alvéola. Selon la légende, celui qui parvient à réunir la totalité de ces pierres a la possibilité d'accéder à une immense puissance et de devenir le maître de l'univers.

## Résumé des quatre épisodes

### «Le Sorcier de la galaxie»
À New York, dans le Musée de la Galaxie, sont rassemblées des pièces rares. Une pierre trouvée sur la lointaine planète Alvéola est en train d'être examinée et analysée par Ken Rester, un archéologue du musée. Le bandit Calonne, déjà croisé dans l'aventure précédente (L'Univers parallèle), surgit et déclare vouloir s'emparer de la pierre car il en existe sept et qu'il en possède déjà une. Ken Rester refuse de la lui remettre et Calonne le tue froidement, s'emparant de la pierre. Il part à la recherche des cinq autres.
Pendant ce temps, sur la Terre, le capitaine Flam, Joan, Ken, Mala et Crag assistent à la représentation du Cirque galactique. Le capitaine reconnaît sous les traits d'un des artistes le visage de Calonne. Mais il est appelé par le colonel Ezla : Le meurtre de Ken Rester a été révélé. Arrivé sur place, le capitaine ne peut que constater la mort du jeune homme par une arme qui l'a mutilé et le vol de la pierre, appelée « Pierre secrète ». Deux cent mille ans auparavant, la planète Alvéola connaissait une brillante civilisation. Selon la légende alvéolienne, le savant Slox Wan ayant découvert le « mystère de l'espace », l'avait caché en créant sept « Pierres secrètes » permettant l'obtention d'une puissance phénoménale.
Au cirque, Calonne a terminé son numéro de magicien. Avec sa complice Saturna qui l'avait libéré de la prison intersidérale, il rencontre des représentants de la planète Alvéola. Il leur confirme qu'il a déjà volé une des pierres sur Népia, un planète de Dénef, et la deuxième sur la Terre. Il déclare qu'une troisième pierre sera volée de nouveau sur Terre très prochainement. En réalité, Calonne veut « rouler » les Alvéoliens, réunir les Sept Pierres et les garder pour lui. Sur ce, un comparse de Calonne, Grandes-Oreilles, révèle à son maître l'intérêt récent du capitaine Flam pour les Sept Pierres.
Calonne, Saturna, Grandes-Oreilles et Caméléon s'apprêtent à voler la troisième pierre au domicile de Ted Harrison, quand le capitaine Flam et ses amis arrivent à bord du Cyberlab. Ces derniers découvrent un message caché par Slox Wan dans la pierre lorsque Calonne et ses comparses attaquent par surprise la demeure d'Harrison. La pierre est volée par Caméléon qui a la capacité de se rendre invisible. Les bandits s'échappent avec la pierre. Quand le capitaine Flam et ses amis montent à bord du Cyberlab pour aller à leur poursuite, ils découvrent que le poste de pilotage a été endommagé et que le Cyberlab est provisoirement cloué au sol.
Plus tard, une fois les réparations effectuées, le capitaine Flam apprend que le Cirque galactique se rend sur la planète Urras, dans la constellation du Centaure. Or justement l'une des Pierres secrètes est censée se trouver dans le musée de cette planète. Le capitaine Flam décide de se rendre immédiatement au musée de cette planète pour protéger la pierre.
Quand le capitaine Flam et ses amis arrivent à Urras, à l'endroit où se trouve la pierre, les lieux sont de nouveau attaqués par Calonne et ses complices, qui parviennent à dérober la pierre.
À la fin de l'épisode, Calonne est en possession de quatre des sept Pierres secrètes.

### «Sous le plus grand chapiteau de l'univers»
Le capitaine Flam décide de se faire embaucher dans le Cirque galactique. Pour cela, il se munit d'un appareil permettant d'atténuer la volonté de puissance et la rage des féroces Mancholions et se fait passer pour un dompteur de Mancholions. Crag et Mala parviennent aussi à se faire embaucher (Mala en tant qu'acrobate).
Mala et le capitaine se produisent sur scène. Au vu des prestations de Mala, Calonne a des doutes et pense que ces prestations ne sont pas « normales ». Alors que Mala cambriole la roulotte-domicile de Calonne à la recherche des pierres volées, il est surpris par Calonne. Mala parvient à s'échapper ; il est interrogé plus tard rudement par Calonne et menacé de mort. Crag et le capitaine interviennent ; Calonne est obligé de laisser Mala tranquille.
Quand le capitaine fait son numéro de dressage avec les féroces Mancholions, Calonne empêche l'atténuateur de volonté de fonctionner normalement. Le capitaine est attaqué par les animaux sauvages qui ont retrouvé leur légendaire férocité. Le capitaine finit par maîtriser les Mancholions en bloquant les émissions de brouillage de Calonne. Ce dernier comprend alors quelle est la véritable identité du mystérieux dompteur.
Se sachant découvert par Calonne, le capitaine décide de quitter le Cirque galactique, mais Mala et Crag restent sur le vaisseau du cirque.
Quittant Urras, le Cirque galactique se dirige vers la planète Kérus. Calonne contacte des Alvéoliens et apprend que la cinquième pierre est détenue par un dénommé Izaa-le-vieux-marchand (alias Rocator) sur la planète Démos, et que les deux dernières sont sur la Planète du plaisir. Mais le capitaine Flam, qui avait suivi les traces de Calonne, a tout entendu de la conversation entre Calonne et les Alvéoliens. Il parvient aussi à capturer Saturna. L'équipe du capitaine, à bord du Cyberlab, se dirige donc vers la planète Démos pour y rencontrer Rocator.
Ce dernier est un ancien « bandit d'honneur » contre qui le colonel Ezla avait dû jadis lutter. Le capitaine Flam et Ezla rencontrent Rocator. À l'occasion de cette rencontre, Ezla et Rocator avouent leur admiration réciproque. Le vieux voleur reconnaît qu'il détient l'une des Sept Pierres et, mourant, accepte de remettre la Pierre en sa possession.

### «La Mort du Capitaine Flam»
Ainsi Flam a entre ses mains l'une des Sept Pierres. Le Cyberlab retourne à Kérus. Pendant le voyage, le capitaine Flam hypnotise Saturna, qui lui révèle que les quatre pierres en possession de Calonne se trouvent dans une cachette étanche à l'intérieur du cyclotron n°1.
Mais lorsque le Cyberlab arrive sur Kérus, il est remarqué par Grandes-Oreilles. Son comparse Caméléon et lui suivent le vaisseau, et parviennent à libérer Saturna.
Pendant ce temps, le capitaine Flam s'est rendu sur le vaisseau de Calonne. Pour le fouiller dans de bonnes conditions, il demande à Crag et Mala d'organiser une bagarre d'ampleur dans le chapiteau. Calonne accourt au chapiteau, laissant le champ libre au capitaine. Alors qu'il tente de voler les pierres cachées dans un cyclotron, il est assommé et fait prisonnier. Le vaisseau spatial de Calonne quitte la planète Kérus avec le capitaine. Calonne en profite pour s'emparer de la pierre remise par Rocator : il est en possession de cinq des sept Pierres. 
Au cours du voyage stellaire, le capitaine et Caméléon, son gardien, se battent sauvagement. Calonne découvre que le capitaine Flam est mort, involontairement tué par Caméléon au cours de la bagarre. Son cadavre est jeté dans le vide spatial. Plus tard, le corps du capitaine est découvert par ses amis. Tous sont infiniment tristes et abattus. Des obsèques solennelles sont organisées. 
Or tout le monde ignore que le capitaine Flam, en réalité, est vivant et que c'est Caméléon qui est mort lors de leur bagarre. Le capitaine a pris les habits de Caméléon et s'est déguisé, et avait fait de même pour Caméléon. C'est aussi le corps de Caméléon qui avait été pris pour celui du capitaine par Calonne et jeté dans l'espace. Sous les traits de Caméléon, le capitaine fait une nouvelle tentative pour dérober les pierres détenues par Calonne. Toutefois le système de surveillance alerte ce dernier, qui évente la supercherie du capitaine. Le capitaine Flam se dirige vers le sas du vaisseau et parvient à le quitter. Calonne se dit que le Capitaine Flam va mourir « une seconde fois ».
Calonne décide de se rendre maître des deux dernières Pierres et de se rendre sur la « Planète du plaisir ». Il s'agit en fait d'un vaisseau spatial, presque aussi gros qu'une petite planète, où l'on peut jouer à tous les jeux interdits. Son directeur est « Tapis-Vert », propriétaire de deux Pierres secrètes. Calonne se présente au « Jeu de la roulette au radium » et joue plusieurs numéros. Très rapidement, en trichant, il acquiert une énorme somme d'argent et est sur le point de « faire sauter la banque ». Le directeur, affolé, craint la faillite de son établissement. Un second gros joueur intervient et déclare miser une énorme somme d'argent. Il s'agit évidemment du capitaine Flam. Calonne et le capitaine sont dans un face-à-face tendu. Le directeur accepte de remettre les deux Pierres secrètes à celui qui éventuellement gagnera le jackpot.

### «Sauvetage d'un micro-univers»
Le capitaine Flam, ayant brouillé les émissions de l'engin qui permettait à Calonne de tricher, l'emporte sur ce dernier. Mais le directeur suspecte Calonne et le capitaine Flam d'avoir tous les deux triché pour gagner et ils sont mis en prison. Calonne tente de négocier sa libération et l'obtention des deux pierres en possession du directeur. Ce dernier accepte les conditions proposées par le bandit ; il le libère et lui remet ses deux Pierres. Le directeur quitte la pièce, laissant Calonne et Saturna, libérés, en présence du capitaine et de Joan, entravés.
Sous les yeux du Capitaine Flam, Calonne réunit alors les sept Pierres et met en marche un mécanisme qui met ces pierres en relation les unes aux autres. Calonne diminue alors de taille et peut, devenu petit puis infiniment petit, pénétrer à l'intérieur de l'une des pierres, lui permettant d'accéder à un micro-univers.
Pendant ce temps, Mala a pris l'apparence du directeur de la Planète des plaisirs et parvient à libérer le capitaine Flam et Joan, tandis que Saturna est faite prisonnière.
Le capitaine se munit du même mécanisme que celui utilisé par Calonne. Il se rapetisse et se dirige vers une planète du micro-univers. Les deux hommes se retrouvent encore face-à-face sur la planète du micro-univers. Un combat s'engage, au terme duquel Calonne est mis hors d'état de nuire et ligoté par le capitaine.
Ému par la détresse des habitants de la planète du micro-univers (la planète se meurt faute d'énergie), le capitaine Flam s'engage à donner de l'énergie aux habitants. Il retourne dans notre univers et, tenant sa promesse, donne de l'énergie au micro-univers. Il est révéré comme un dieu par les habitants de ce micro-univers.